# Paeonia qiui
Paeonia qiui är en pionväxtart som beskrevs av Y.L. Pei och D.Y. Hong. Paeonia qiui ingår i släktet pioner, och familjen pionväxter. Inga underarter finns listade i Catalogue of Life.